# Кожанка (село)
Ко́жанка — село в Україні, в Оратівській селищній громаді Вінницького району Вінницької області. Розташоване на обох берегах річки Кожанка (притока Жидя) за 33 км на північний захід від смт Оратів, за 9 км від залізничної станції Липовець та за 4 км від автошляху Р17. Населення становить 463 особи (станом на 1 січня 2018 р.).

## Історія
Село Кожанка - колишньої Медівської волості Липовецького повіту (до 1917 р.), за радянської влади - Плисківського району (1924-1963 рр.), Погребищенського (1963-1964 рр.), Липовецького (1964-1979 рр.),  Оратівського (1979-2020) районів Вінницької області. 
Територія сіл Кожанка і Бартошівка заселена з незапам’ятних часів. Доказами цього є численні знахідки - знаряддя праці часів неоліту (VIII—III тис. до н. е.): кам’яні сокири та ножі, скребачки, знайдені в районі урочища Кучогори та в Бартошівці.
12 червня 2020 року, відповідно розпорядження Кабінету Міністрів України № 707-р «Про визначення адміністративних центрів та затвердження територій територіальних громад Вінницької області», село увійшло до складу Оратівської селищної громади.
19 липня 2020 року, в результаті адміністративно-територіальної реформи та ліквідації Оратівського району, село увійшло до складу Вінницького району.

## Населення

### Мова
Розподіл населення за рідною мовою за даними перепису 2001 року:
| Мова       | Кількість | Відсоток |
| ---------- | --------- | -------- |
| українська | 602       | 99.67%   |
| російська  | 2         | 0.33%    |
| Усього     | 604       | 100%     |

## Відомі люди
- Бурлак Іван Омелянович (1909—1994) —  Герой Радянського Союзу.